# Younes Megri
Younes Megri (in arabo يونس ميكري‎?; Oujda, 15 novembre 1951) è un cantautore e attore marocchino.

## Biografia
Nato a Oujda da una famiglia di artisti. Nel 1960, la famiglia si stabilisce a Rabat. Apprende in famiglia l'arte della chitarra e fonda insieme ai fratelli il gruppo Les Frères Megri, che consegue un enorme successo in tutto il Maghreb.
È sposato con Nadia Niazi dal 1980, dalla quale ha avuto una figlia.
Comincia la sua carriera nel mondo della recitazione negli anni 1980, lavorando inizialmente con Ahmed Boulane, prendendo parte a numerosi film nel corso degli anni 1990 e nel decennio successivo, come Ali, Rabiaa et les autres..., Les Anges de Satan, Le Retour du fils, Face à face, e L'Orchestre des aveugles.